# Pardipicus
Pardipicus — рід дятлоподібних птахів родини дятлових (Picidae). Представники цього роду мешкають в Західній і Центральній Африці. Раніше їх відносили до роду Дятлик (Campethera), однак за результатами молекулярно-філогенетичного дослідження 2017 року вони були переведені до відновленого роду Pardipicus. На відміну від інших дятликів, вони живуть не в саванах і рідколіссях, а у вологих тропічних лісах.

## Види
Виділяють два види:
- Дятлик термітовий (Pardipicus nivosus)
- Дятлик бурощокий (Pardipicus caroli)

## Етимологія
Наукова назва роду Pardipicus походить від сполучення слів лат. pardus — леопард і picus — дятел.